# Semedo (Kedung Banteng)
Semedo is een plaats en bestuurslaag (kelurahan) in het onderdistrict (kecamatan) Kedung Banteng  in het regentschap Tegal van de provincie Midden-Java, Indonesië. Semedo telt 2712 inwoners (volkstelling 2010).